# Junco vulcani
El junco de los volcanes (Junco vulcani) es una especie de ave paseriforme de la familia Emberizidae, que se encuentra en cimas volcánicas de Costa Rica y Panamá.